# Csplit
El comando csplit en los sistemas operativos Unix y Unix-like  es una utilidad que se utiliza para dividir un archivo en dos o más archivos más pequeños determinados por líneas de contexto.

## Historia
csplit es parte de la guía de portabilidad X/Open desde el número 2 de 1987. Fue heredado en la primera versión de POSIX y Single Unix Specification. Apareció por primera vez en PWB UNIX.
La versión de csplit incluida en GNU coreutils fue escrita por Stuart Kemp y David MacKenzie. El comando está disponible como un paquete separado para Microsoft Windows como parte de la colección UnxUtils de puertos Win32 nativos de utilidades comunes similares a GNU Unix.

## Modo de uso
La sintaxis del comando es la siguiente:
```
csplit
 
[
OPTION
]
...
 
FILE
 
PATTERN...

```

Los patrones pueden ser números de línea o expresiones regulares. El programa genera partes del archivo separadas por patrones en archivos xx00, xx01, etc., y genera el tamaño de cada parte, en bytes, en la salida estándar.
Los parámetros opcionales modifican el comportamiento del programa de varias formas. Por ejemplo, se puede cambiar la cadena de prefijo predeterminada (xx) y el número de dígitos (2) en los nombres de archivo de salida.
Como ocurre con la mayoría de las utilidades de Unix, un código de retorno de 0 indica éxito, mientras que los valores distintos de cero indican fallo.

## Comparación con split
El comando split también divide un archivo en partes, excepto que todas las partes tienen un tamaño fijo (medido en líneas o bytes).

## Otras Lecturas
- Ellen Siever, Aaron Weber, Stephen Figgins, Robert Love, Arnold Robbins, et al. Linux in a Nutshell, 5th Edition.  O'Reilly Media: July 2005. ISBN 978-0-596-00930-4.